# شروع دوباره درمانگر
شروع دوبارهٔ شفادهنده (به انگلیسی: Redo of Healer) (به ژاپنی: 回復術士のやり直し 〜即死魔法とスキルコピーの超越ヒール〜) (به هپبورن: Kaifuku Jutsushi no Yarinaoshi: Sokushi Mahō to Sukiru Kopī no Chōetsu Hīru) همچنین با نام‌های شروع دوبارهٔ درمان‌گر و ری‌دو آف هیلر یا کایفوکو جوتسوشی نو یاریناوشی و در ژاپن به اختصار «Kaiyari» نیز شناخته می‌شود، یک لایت ناول فانتزی ژاپنی است که توسط «روی تسوکیو» نوشته شده و توسط «شیوکونبو» تصویرگری شده‌است. این سریال سازی به‌صورت آنلاین در دسامبر ۲۰۱۶ در وب سایت انتشارات جدید ناول به نام «شوسِتسوکا نی نارو» که توسط کاربران ساخته شده بود آغاز شد و بعداً توسط کادوکاوا شوتن خریداری شد، که از ژوئیه ۲۰۱۷ تاکنون ۹ جلد را تحت عنوان «کادوکاوا اسنیکر بونکو» منتشر کرده‌است.
اقتباس مانگا با هنر توسط «ساکن هاگا» از اکتبر ۲۰۱۷ از طریق وب سایت «یانگ اِیس آپ کادوکاوا شوتِن» به‌صورت آنلاین سریال سازی شده‌است و در هشت جلد تانکوبون جمع‌آوری شده‌است. اقتباس از مجموعه تلویزیونی انیمه توسط شرکت تی‌ان‌کی در ژانویهٔ ۲۰۲۱ به نمایش درآمد.

## خلاصهٔ داستان
کِیارو که به دلیل جادوی شفابخشی توسط دیگران بارها مورد سوءاستفاده و آزار و اذیت جنسی و جسمی قرار می‌گیرد، متوجه آنچه فراتر از جادوی شفابخشی وی است می‌شود و متقاعد می‌شود که یک جادوگر شفادهنده قویترین طبقه در جهان است. با این حال، تا زمانی که او به توانایی‌های خود پی ببرد، در حال حاضر از همه چیز محروم است؛ بنابراین، او با استفاده از جادوی شفابخشی خود جهان را به چهار سال قبل بازمی‌گرداند و تصمیم می‌گیرد همه کارها را دوباره انجام دهد و از کسانی که از او سوءاستفاده کرده‌اند انتقام بگیرد.

## فروش
از مجموعه لایت ناول بیش از ۸۰۰٬۰۰۰ نسخه چاپ شده‌است. زمان پخش انیمه، هم لایت ناول و هم مانگا در محبوبیت خود رشد کردند که منجر به افزایش فروش دیجیتال شد. چندین جلد مانگا نیز در ده جدول برتر آمازون ژاپن قرار دارد.
در راهنمای پیش نمایش زمستان ۲۰۲۱ شبکه انیمه نیوز نتورک، این مجموعه توسط بیشتر منتقدان به دلیل تکرار «انتقام تجاوز»، جنبه ای از لایت ناول‌ها که قبل از نمایش انیمیشن جنجال برانگیخت، مورد تحسین قرار گرفت. بازرسان همچنین از این مجموعه به دلیل داشتن یک بازی نقش‌آفرینی فانتزی «عمومی» الهام گرفته از مجموعه محبوب ایسکای محبوب و توجیهات «ساختگی» داستانی برای طرح انتقام آن انتقاد کردند.

## شخصیت‌ها

### کیارو
کِیارو (به هپبورن: Keyaru، به ژاپنی: ケ ヤ ル) و نام جدید او کِیارگا (به ژاپنی: ケ ヤ ル ガ، به هپبورن: Keyaruga، به انگلیسی: Keyarga)
با صدای: «یویا هوزومی» (کِیارو/کِیارگا) و «یوکو هیکاسا» (نسخهٔ دختر کِیارگا که کِئارا (به انگلیسی: Keara) نامیده می‌شود)
جنسیت: مذکر
قهرمان شفا دهنده، که نشان قهرمانی روی دست او در نوزادی به وجود آمد. با این حال، او فقط برای تحمل چهار سال بدرفتاری جسمی، روحی و جنسی از جانب متحدان خود، می‌خواست جهان را از شر شیاطین نجات دهد و به مردم ثابت کند تا ببینند پادشاهی آن‌شهر چقدر خراب است. در اواسط نبرد با ارباب شیاطین، کِیارو توانست خود را با کمک قدرت خود که شفا یا هیل (به انگلیسی: Heal) نام دارد حفظ کند و ماهیت واقعی قدرت خود را پیدا کند. او پس از شکست ارباب شیاطین سنگ زمان را بدست آورد و سپس با استفاده از جادوی شفا بر روی آن سنگ به ۴ سال قبل خود سفر کرد تا از شکنجه گرانش انتقام بگیرد. او بعد از گرفتن انتقام خود از فِلِیر نام خود را به کِیارگا تغییر داد و چهرهٔ جدیدی برای خود درست کرد تا زندگی نو ای را شروع کند و از دیگر کسانی‌که او را شکنجه کرده‌اند نیز انتقام بگیرد.

### فلیر
فِلِیر آرلگِرَند جیورال (به هپبورن: Furea Ārugurande Jioraru، به ژاپنی: フレア・アールグランデ・ジオラル، به انگلیسی: Flare Arlgrande Jioral) و نام جدید او فرِیا (به هپبورن: Fureia، به ژاپنی: フレイア، به انگلیسی: Freia)
با صدای: «آیانو شیبویا»
جنسیت: مؤنث
قهرمان جادویی و اولین شاهزاده خانم پادشاهی که به جنگ می‌رفت. فِلِیر منبع اصلی درد و رنج کِیارو است و فِلِیر او را فقط به عنوان یک برده در نظر می‌گیرد و او را با مواد مخدر تحریک می‌کند تا به دستورهای او محدود شود. به‌طور کلی، او جادوگران شفابخش را پایین‌ترین طبقه در دنیای جادو می‌دانست تا زمانی که کِیارو خلاف این را ثابت کرد و با کمک سنگ زمان برای انتقام اقدام کرد. در دنیای دوم، کِیارو محافظین او را می‌کشد و او را در اتاقش شکنجه‌هایی اعم از (شکاندن انگشت و شفا دادن انگشت‌ها و دوباره تک به تک شکاندن آنها، سیلی، تجاوز خشن، توهین و تحقیر) می‌کند و بعد از آن با آتش زدن آن اتاق و تغییر صورت یکی از محافظین کشته شده با صورت فِلِیر خبر مرگ او را جعل می‌کند. کِیارو فِلِیر را شستشوی مغزی می‌کند و چهرهٔ او را به چهرهٔ جدید یک دختر دوست داشتنی و بامزه تغییر می‌دهد و اسم او را فرِیا می‌گذارد تا فرِیا همدم و عاشق کِیارو شود. او به عنوان فرِیا، بر خلاف چهرهٔ قبلی خود یک دختر دوست داشتنی و مهربان است و از همه دستورهای کِیارگا پیروی می‌کند.

### ستسونا
سِتسونا (به ژاپنی: セツナ، به انگلیسی: Setsuna)
با صدای: «شیزوکا ایشیگامی»
جنسیت: مؤنث
یک بردهٔ زن نیمه انسان که کِیارو از یک برده فروش او را می‌خرد و در گروه خود استخدام می‌کند. سِتسونا از طایفهٔ گرگ‌های یخی است، در حالی که قبیله گرگ‌های یخی از انسان‌ها دور است ولی معمولاً با حملات پی در پی سربازان سلطنتی، آنها ربوده شده و به برده فروشی فروخته می‌شوند. سِتسونا همراه با کِیارگا و فرِیا با هدف برابری و پایان دادن به ادامهٔ نابودی قبیله گرگ‌های یخی، سربازان سلطنتی را شکست می دهدند. همان‌طور که کِیارگا به او فرصتی می‌دهد تا انتقام قبیله خود را بگیرد، سِتسونا نام واقعی ناگفته خود را برای دریافت قدرت از کِیارگا و قولی که در ازای انتقام به او داده بود فاش می‌کند (اگر یکی از اعضای قبیله گرگ‌های یخی نام واقعیش را به کسی بگوید تا ابد برده و مطیع آن فرد می‌شود). سِتسونا بعداً به کِیارگا وابسته می‌شود و غالباً برای محبت‌هایش با فِریا رقابت می‌کند.

### ایوی
اِیوی ریس (به ژاپنی :イヴ・リース، به هپبورن: Ibu Rīsu، به انگلیسی: Eve Reese)
با صدای: «ناتسومی تاکاموری»
جنسیت: مؤنث
یک شیطان که یکی از نامزدهای تبدیل شدن به ارباب شیاطین شده‌است. در دنیای قبلی که او ارباب شیاطین شد بعد از نبرد تلخ با کِیارو او شکست خورد، اِیوی با گریه به کِیارو گفت که نتوانسته از آن چیز محافظت کند و به او سنگ زمان را اعطا کرد، و باعث شد کِیارو کنجکاو شود که واقعاً اِیوی برای محافظت از چه چیزی تلاش می‌کرد. هدف اِیوی کشتن ارباب شیاطین فعلی به دلیل تلاش برای از بین بردن برادرانش است. وقتی آزمایش‌های کالادریوس را به پایان رساند، موهای او از سیاه به نقره ای تغییر رنگ می‌دهد.

### نورن
نورن کلاتالیسا جیورال (به ژاپنی: のれんクラタリサジェラル، به هپبورن: Norun Kuratarissa Jioraru، به انگلیسی: Norn Clatalissa Jioral) و نام جدید او اِلِن (به ژاپنی: エレン، به هپبورن: Eren، به انگلیسی: Ellen)
با صدای: «می‌نامی تسودا»
جنسیت: مؤنث
دومین شاهدخت پادشاهی جیورال و خواهر کوچک فِلِیر. هر دو خواهر رابطه نزدیک داشتند تا اینکه فِلِیر شهرت بالاتری بدست آورد زیرا فِلِیر قهرمان جادو شد و نورن را کوچک شمرد. در مقایسه با خواهر بزرگش، نورن پادشاهی خود را به روشی سادیستی و دستکاری شده اداره می‌کند و قصد دارد فِلِیر را از تاج و تخت بیرون کند. پس از غیبت فِلِیر، نورن قصد داشت با کمک گرفتن از پادشاهی‌های همسایه همهٔ شیاطین بی گناه را از بین ببرد، پس از اینکه سربازانش یک پیشخدمت انسان (آنا) را که کِیارگا با او آشنا بود کشتند، فِریا او را اسیر کرد. کِیارگا همان کاری که با فِلِیر کرد را با نورن هم انجام داد، کِیارگا نورن را شستشوی مغزی می‌دهد و نورن فکر می‌کند خواهر کوچکش به نام اِلِن است. او به عنوان اِلِن به فِریا به عنوان یک «خواهر بزرگ» نگاه می‌کند.

### کورها
کورِها کِلایرِت (به ژاپنی: クレハ・クライレット، به هپبورن: Kureha Kurairetto، به انگلیسی: Kureha Clyret)
با صدای: «ناتسوکی آیکاوا»
جنسیت: مؤنث
یک شوالیهٔ زن از پادشاهی جیورال، معروف به الهه تیغه. کورها از کیارو قدردانی می‌کند که در اولین دیدار آنها، کیارو بازوی قطع شدهٔ او را ترمیم کرده‌است. او در ابتدا با حزب و عقیدهٔ کیارو مخالف است، اما پس از اطلاع از جنایات و ظالمیت پادشاهی، خود او هم با آنها متحد می‌شود. فریا با نقشهٔ کیارو وانمود می‌کند که همان شاهدخت فلیر قدیمی است تا کورها به گفته‌های او اعتماد کند. کورها به خاطر اشتباهاتش با کیارو رابطه جنسی برقرار کرده و به عنوان یک خبرچین برای او عمل می‌کند. معاشقهٔ مداوم او با کیارو باعث حسادت ستسونا و فریا می‌شود.

### بولت
بولِت (به ژاپنی: ブレット، به هپبورن: Buretto، به انگلیسی: Bullet)
با صدای: «تتسو اینادا»
جنسیت: مذکر
قهرمان تفنگ، او با داشتن یک تمایل جنسی وسواسی به پسران جوان، کیارو را مورد تجاوز و ضرب و شتم و آزارهای روحی و روانی قرار می‌دهد. به دلیل آسیب دیدگی و مورد تجاوز قرار گرفتن کیارو از سمت مردان، کیارگا حتی یک مرد را هم به گروه خود راه نداد.

### بلید
بِلِید (به ژاپنی: ブレイド، به هپبورن: Bureido، به انگلیسی: Blade)
با صدای: «مامی فوجیتا»
جنسیت: مؤنث
قهرمان شمشیرزنی، وابسته به پادشاهی جیورال. او شیفتگی همجنس‌گرایی شدیدی دارد که او را ترغیب می‌کند تا به دختران ایدئال خود را تا حد مرگ تجاوز کند، همچنین او از مَردها تنفر شدیدی دارد. در دنیای قبلی، بلید هر شب کیارو را به دلیل «لمس کردن» فلیر، عذاب می‌داد و او را وحشیانه کتک می‌زد.

### آنا
آنا (به ژاپنی: アンナ، به انگلیسی: Anna)
با صدای: «آسوکا نیشی»
جنسیت: مؤنث
یک روستایی ساده از همان دهکدهٔ کِیارو. آنا از زمان مرگ پدر و مادر کِیارو، غذا و سرپناه او را تأمین می‌کرد. او کِیارو را تشویق می‌کرد تا اعتقاد خود را در تغییر جهان به سمت بهتر دنبال کند. در حالی که آنا به عنوان بچه خود از کِیارو مراقبت می‌کرد، کِیارو او را به عنوان اولین عشق خود می‌شناسد.

## رسانه‌ها و قسمت‌ها

### لایت ناول‌ها
این مجموعه برای اولین بار در دسامبر ۲۰۱۶ در وب سایت انتشار ناول «Shōsetsuka ni Narō» توسط «روی تسوکیو» به صورت آنلاین منتشر شد. بعداً توسط کادوکاوا شوتن خریداری شد و او جلد اول را به عنوان یک لایت ناول با نام «کادوکاوا اسنیکر بونکو» در ژوئیه ۲۰۱۷ منتشر کرد.
در ۲۳ ژانویه ۲۰۲۱، تسوکیو به زبان انگلیسی توییتی کرد و ادعا کرد که یک ناشر خارج از کشور از چاپ لایت ناول‌ها به انگلیسی خودداری کرده‌است. آنها گفتند که اگر ناشران خارج از کشور درخواست کافی دریافت کنند، ممکن است وضعیت تغییر کند. تسوکیو همچنین طرفداران را ترغیب کرد تا نسخهٔ انگلیسی دیگر لایت ناول خود را با عنوان «بهترین آدمکش جهان در دنیای دیگر به عنوان یک اشراف دوباره تجسم می‌یابد» که مجوز آن از ین پرس است، برای خرید جستجو کنند.
| شماره | تاریخ انتشار ژاپنی | شابک ژاپنی         |
| ----- | ------------------ | ------------------ |
| ۱     | ۱ ژوئیه ۲۰۱۷       | شابک ‎۹۷۸۴۰۴۱۰۵۶۸۰۶ |
| ۲     | ۱ دسامبر ۲۰۱۷      | شابک ‎۹۷۸۴۰۴۱۰۵۶۸۱۳ |
| ۳     | ۱ آوریل ۲۰۱۸       | شابک ‎۹۷۸۴۰۴۱۰۶۵۲۴۲ |
| ۴     | ۱ سپتامبر ۲۰۱۸     | شابک ‎۹۷۸۴۰۴۱۰۶۵۲۱۱ |
| ۵     | ۱ فوریه ۲۰۱۹       | شابک ‎۹۷۸۴۰۴۱۰۷۵۵۹۳ |
| ۶     | ۱ ژوئیه ۲۰۱۹       | شابک ‎۹۷۸۴۰۴۱۰۷۵۶۰۹ |
| ۷     | ۱ دسامبر ۲۰۱۹      | شابک ‎۹۷۸۴۰۴۱۰۷۵۶۱۶ |
| ۸     | ۱ ژوئیه ۲۰۲۰       | شابک ‎۹۷۸۴۰۴۱۰۹۶۵۸۱ |
| ۹     | ۲۶ دسامبر ۲۰۲۰     | شابک ‎۹۷۸۴۰۴۱۰۹۶۶۲۸ |

### مانگا
اقتباسی از مانگا توسط «ساکن هاگا» در ۲۴ اکتبر ۲۰۱۷ که در وب سایت «یانگ اِیس کادوکاوا شوتِن آپ» سریال سازی شده بود، آغاز شد. همچنین هشت جلد از ۱۰ فوریه ۲۰۲۱ منتشر شده‌است.
یک اسپین‌آف از مجموعهٔ مانگایی که توسط کِن ناگائو (به هپبورن: Ken Nagao) به تصویر کشیده شده‌است، با عنوان «کایفوکو جوتسوشی نو اموتناشی» (مهمان نوازی شفادهنده) که در وب سایت «یانگ اِیس آپ» سریال سازی شده‌است، در ۱۸ ژانویه ۲۰۲۱ آغاز شده‌است.
| شماره | تاریخ انتشار ژاپنی | شابک ژاپنی         |
| ----- | ------------------ | ------------------ |
| ۱     | ۳۱ مارس ۲۰۱۸       | شابک ‎۹۷۸۴۰۴۱۰۶۸۳۸۰ |
| ۲     | ۴ سپتامبر ۲۰۱۸     | شابک ‎۹۷۸۴۰۴۱۰۷۲۹۲۹ |
| ۳     | ۴ فوریه ۲۰۱۹       | شابک ‎۹۷۸۴۰۴۱۰۷۷۳۰۶ |
| ۴     | ۴ ژوئیه ۲۰۱۹       | شابک ‎۹۷۸۴۰۴۱۰۸۳۵۸۱ |
| ۵     | ۳ دسامبر ۲۰۱۹      | شابک ‎۹۷۸۴۰۴۱۰۸۳۵۹۸ |
| ۶     | ۲ مه ۲۰۲۰          | شابک ‎۹۷۸۴۰۴۱۰۹۳۴۷۴ |
| ۷     | ۱۰ اکتبر ۲۰۲۰      | شابک ‎۹۷۸۴۰۴۱۰۹۳۵۰۴ |
| ۸     | ۱۰ فوریه ۲۰۲۱      | شابک ‎۹۷۸۴۰۴۱۰۹۳۵۰۴ |

### انیمه
اقتباس از مجموعه انیمهٔ تلویزیونی توسط کادوکاوا در تاریخ ۲۱ نوامبر ۲۰۱۹ اعلام شد. این مجموعه توسط تی‌ان‌کی انیمیشن سازی و به کارگردانی تاکویا آسائوکا همراه با کارگردانی آهنگسازی مجموعه کازویوکی فودیاسو و جونجی گوتو، مسئول طراحی شخصیت‌ها ساخته شده‌است. اولین بار در ۱۳ ژانویه ۲۰۲۱ این انیمه در توکیو ام‌ایکس، کی‌بی‌اس، ای‌تی-ایکس، سان و بی‌اس۱۱ پخش شد. مضمون آغازین "رویاهای بی رحمانه و خواب" (残酷 な 夢 と 眠 れ، "Zankoku na Yume to Nemure") با اجرای می‌نامی کوریبایاشی است، در حالی که مضمون پایانی آن "اگر می‌توانی دنیا را در رویا تغییر دهی" (夢 で 世界Y 変 え る な ら، "Yume de Sekai o Kaeru Nara") اجرا شده توسط آرکانا پراجکت است. همچنین این انیمه ۱۲ قسمت خواهد داشت.